# Parfait Ngon Adjam
Claude Parfait Ngon A Djam (ur. 24 stycznia 1980 w Duali) – kameruński piłkarz, występujący na pozycji napastnika.

## Kariera klubowa
Swoją karierę Parfait Ngon Adjam rozpoczął w Cotonsport Garoua. Z Cotonsport zdobył mistrzostwo Kamerunu w 2001. W latach 2002–2003 występował w Canonie Jaunde, z którym zdobył mistrzostwo w 2002 roku. Ostatnim klub Ngon Adjama w Kamerunie był Union Duala, z którego wyjechał do Europy w 2004 do łotewskiego FK Rīga.
W latach 2006–2007 występował w najsłynniejszym łotweskim klubie – Skonto FC. W 2007 opuścił Łotwę i przeniósł się do drugoligowego duńskiego AC Horsens. Od 2009 roku Ngon Adjam występuje w lidze indonezyjskiej.

## Kariera reprezentacyjna
Parfait Ngon Adjam ma za sobą powołanie do reprezentacji Kamerunu na Puchar Konfederacji 2003. Na turnieju we Francji był rezerwowym i nie wystąpił w żadnym meczu.